# Ordinariat des catholiques des Églises orientales résidant en France
L'Ordinariat des catholiques des Églises orientales résidant en France est une Église particulière créée le 16 juin 1954 pour les communautés catholiques orientales de France qui ne disposent pas d'une juridiction diocésaine propre.
C'est actuellement l’archevêque de Paris, Mgr Laurent Ulrich, qui assure la charge d'ordinaire des Orientaux de France. Cette charge est indépendante du siège de Paris, l'évêque de l'ordinariat recevant une nomination spécifique.

## Histoire
Cet ordinariat a été institué par le pape Pie XII en 1954.
L'Ordinariat des catholiques des Églises orientales a juridiction sur les prêtres et les fidèles des Églises orientales catholiques dépourvues d'évêques en France : c'est-à-dire les Églises chaldéenne, copte, grecque-hellène, éthiopienne, érythréenne, grecque-melkite, roumaine, russe, syriaque, syro-malabare et syro-malankare.
Seules les Églises arménienne, ukrainienne et maronite ont leur propre évêque, dans les éparchies sur suivantes :
- Sainte-Croix-de-Paris des Arméniens ;
- Saint Vladimir le Grand de Paris des Ukrainiens ;
- Notre-Dame du Liban de Paris des Maronites.

## Liste des ordinaires
- Maurice Feltin † (1954-1966),
- Pierre Veuillot † (1966-1968),
- François Marty † (1968-1981),
- Jean-Marie Lustiger † (1981-2005),
- André Vingt-Trois † (2005-2017),
- Michel Aupetit (2018-2021),
- Laurent Ulrich (2022- ).